# Israels damlandslag i fotboll
Israels damlandslag i fotboll representerar Israel i fotboll på damsidan. Landslaget spelade sin första match den 27 augusti 1977 borta mot Nederländerna. De har aldrig kvalat in till VM, OS eller EM-slutspelet.